# Тавеуни
Тавеуни (фидж. Taveuni) — остров в Фиджи. Административно входит в состав провинции Такаундрове.

## География
Остров Тавеуни расположен в Тихом океане в островной группе Вануа-Леву, на 180-м меридиане. Примерно в 6,5 км к западу расположен остров Вануа-Леву, от которого Тавеуни отделён проливом Сомосомо. Ближайший материк, Австралия, находится примерно в 3000 км.
С точки зрения геологии, остров имеет вулканическое происхождение и представляет собой удлинённый базальтовый щитовой вулкан с многочисленными вулканическими конусами (их около 150). Со времени заселения Тавеуни человеком около 950—750 годов до н. э. на острове произошло, по меньшей мере, 58 вулканических извержений, последнее из которых было между 1450—1650 годами. Площадь Тавеуни составляет около 470 км², что делает его третьим крупнейшим островом страны (после Вануа-Леву и Вити-Леву). Длина Тавеуни — 42 км, а ширина — 15 км. Поверхность гористая. Высшая точка, гора Улуикалау, достигает 1241 м.
В одном из вулканических кратеров Тавеуни на высоте около 800 м расположено крупнейшее озеро Фиджи — Тангимаутиа (фидж. Tagimaucia). Его площадь составляет всего 23 га. Кроме того, на Тавеуни имеет большое количество водопадов.
Большой количество представителей местной флоры и фауны, произрастающей и обитающей на Тавеуни, являются эндемиками. Почвы имеют вулканическое происхождение и отличаются высоким плодородием.

## История
Европейским первооткрывателем острова считается голландский путешественник Абел Тасман, открывший его в 1643 году.

## Население
На острове проживает около 12 тысяч человек.

## Экономика
Основу экономики составляет сельское хозяйство (прежде всего, производство копры). Активно развивается туризм.